# روبين ضد جمهورية إيران الإسلامية
روبن ضد الجمهورية الإيرانية الإسلامية، 583 الولايات المتحدة ___ (2018)، كانت قضية للمحكمة العليا بالولايات المتحدة مرفوعة ضد إيران من قبل عائلات الضحايا الأمريكيين في تفجيرات شارع ابن يهودا التي وقعت في سبتمبر 1997. لا يمكن عادة مقاضاة الدول ما لم يثبت أن الدولة قدمت الدعم للإرهابيين أو لأعمال الإرهاب بموجب قانون الحصانات السيادية الأجنبية لعام 1976. رفعت العائلات عدة قضايا إلى المحكمة عقب أن حكم قاضٍ محلي بأن إيران مدينة بمبلغ 71,5 مليون دولار لعائلات الضحايا في محاولة للحجز والتنفيذ على أصول مملوكة لدولة إيران الواقعة في الولايات المتحدة.
بموجب القسمين الفرعيين (أ) و (ز) من 28 USC § 1610، يُسمح بالحجز والتنفيذ على ممتلكات دولة أجنبية بشرط أن يتم استخدامها «لنشاط تجاري في الولايات المتحدة». ومع ذلك، فإن العناصر المعنية في هذه الحالة بالذات - القطع الأثرية الفارسية القديمة التي يحتفظ بها المعهد الشرقي بجامعة شيكاغو ومتحف فيلد (رُفعت ضدهما دعوى من روبين وآخرون) لم تكن مستخدمة من قبل دولة إيران، وبالتالي لا يمكن تنفيذ الحكم، مثلما حَكمت كل من المحكمة الجزئية والدائرة السابعة. تم تقديم رأي 8-0 (لم يشارك كاغان) من قبل القاضية سونيا سوتومايور يؤيد الحكم بأنه لا يمكن الاستيلاء على القطع الأثرية القديمة، ويقرر أن الاستثناءات من قانون حصانات السيادة الأجنبية لا تنطبق في هذه الحالة.
كتبت الولايات المتحدة موجزًا مختصرًا عن أصدقاء المحكمة لدعم إيران، حيث كتبت: «تتكون الممتلكات المعنية هنا من قطع أثرية فارسية قديمة، توثق جانبًا فريدًا من التراث الثقافي الإيراني، تم إقراضها إلى مؤسسة أمريكية في ثلاثينيات القرن الماضي للدراسة الأكاديمية.... يمكن أن يؤدي التنفيذ على مثل هذه القطع الأثرية الثقافية الفريدة إلى مشاكل الإهانة والمعاملة بالمثل».

## روابط خارجية
- Text of Rubin v. Islamic Republic of Iran, 583 U.S. ___ (2018) is available from:  Justia  Oyez (oral argument audio)  Supreme Court (slip opinion)